# Ållonö

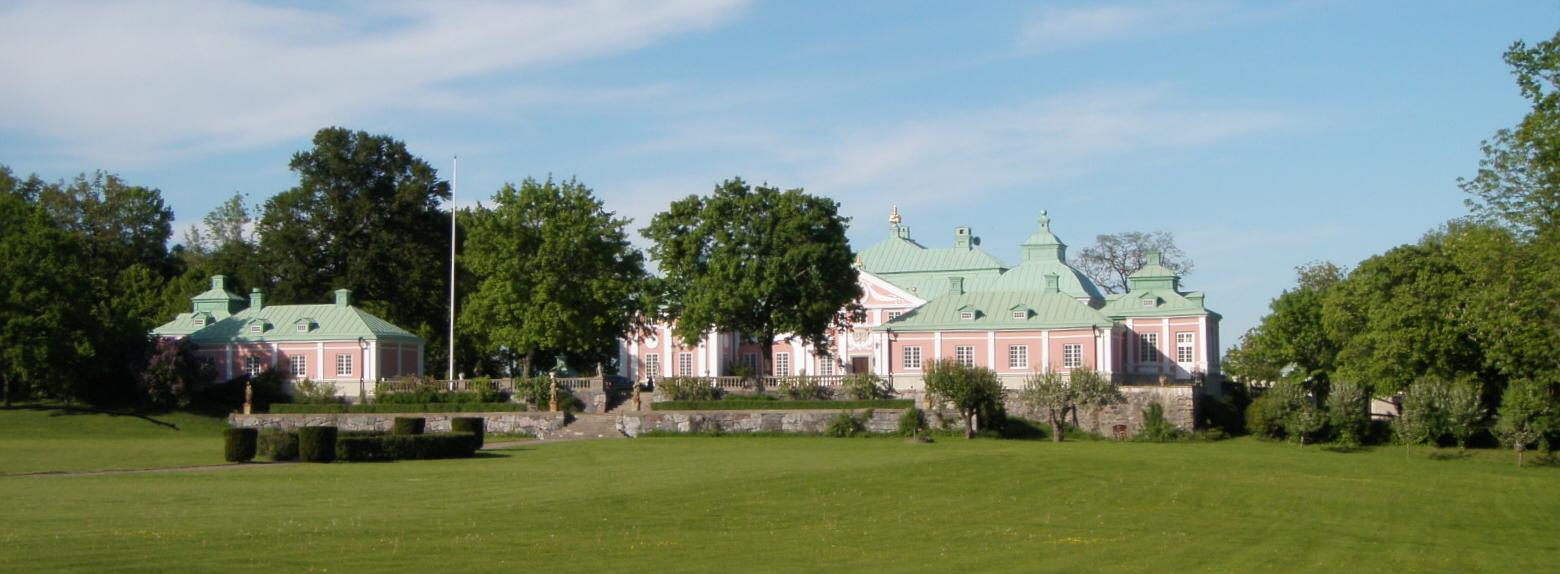
Ållonö, 2010.

Ållonö är ett slott och säteri i Östra Stenby socken i Norrköpings kommun. Ållonö har besuttits av bland andra familjerna Griphuvud, Gera, Kurck, Lilliehöök, Oxenstierna, Hamilton, Sperling, Ekeblad, von Yhlen, Du Rietz och Flach. De senare återförde slottet till sitt ursprungliga skick under åren 1905-1913.

## Huvudbyggnaden och gården
Ållonö är beläget på södra sidan av Bråviken. Huvudbyggnaden låg förr omedelbart vid vattnet, men genom landhöjningen ligger den nu ett gott stycke därifrån. Den uppfördes omkring 1670 av riksrådet friherre Gustaf Kurck efter ritningar av Nicodemus Tessin den äldre. Källarvåningen med sina tjocka murar torde dock härröra från den av Göran Holgersson 1584 byggda gård, som sannolikt var av trä. Byggnaden förstördes av ryssarna 1719, men återuppbyggdes 1740-1744.
Med början år 1905 renoverades slottet under ledning av arkitekten Rudolf S. Enblom till det yttre i det skick, som det framgår av Erik Dahlberghs två planscher i praktverket Suecia antiqua et hodierna 1690-1692. Barockslottets murar är färgade rosa och taket grönt, därtill finns ekonomibyggnader, arbetarbostäder, hemlighus, orangeri med mera som hör till slottet. Sevärda av dessa är fiskartorpet Varudden från 1800 och en arbetarbostad från 1830, resterande byggnation tillkom kring sekelskiftet 1900.

## Historik

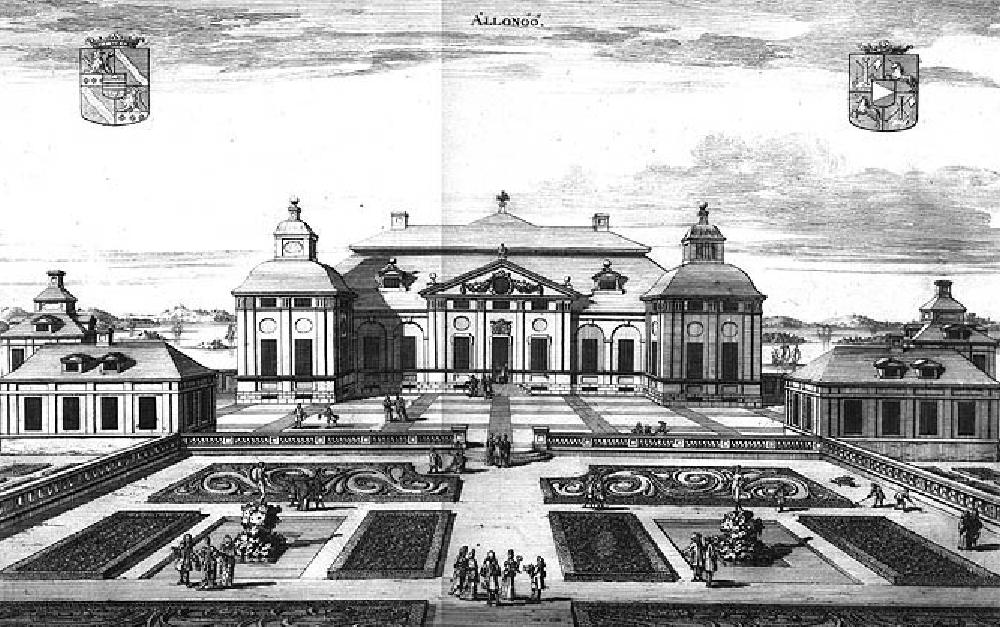
Ållonö, i Erik Dahlberghs Suecia antiqua et hodierna. Denna plansch visar framsidan av slottet, därtill ser man de Kurckska och Banérska vapnen.

### De första ägarna
Ållonö har bildats genom avhysning av Olö by och senare Eneby by, varav en runsten från den senare byn numera finns i slottsparken. Äldste kände ägaren är, i 1289, hertig Benedikt, biskop i Linköping, som donerade Aoloo to Gudmar Magnusson, Ulvåsaättens stamfar. Johan Molteke i 1383 sålde sin hustrus egendom Ållonö till Bo Jonsson Grip. Det tillhörde sedan länge Grip-släkten och kom genom gifte till riksrådet Holger Karlsson (död 1541), som skrev sig till Björkvik och Ållonö. Hans efterkommande innehade gården i två generationer; hans son riksrådet Göran Holgersson (död 1588) övertog Ållonö och då han blev friherre 1561 skrev han sig friherre till Ållonö. Eftersom han avled utan barn övergick Ållonö till hans änka Märta Gylta. Ållonö övergick genom gifte till riksrådet Sven Somme (död 1624), tillhörde därefter ätten Kurck i flera ägarled, varav en var den nya slottsbyggnadens uppförare Gustaf Kurck (1624-1689). Han hade 1652 fått Ållonö i arv. Han gifte sig 1654 med friherrinnan Elsa Beata Banér.

### Storgodset under Gustaf Kurck
Det var emellertid först under 1600-talets andra hälft, under Gustaf Kurcks tid, som Ållonö blev ett storgods. Kurck utvidgade egendomen betydligt och lade bland annat den stora skogsegendomen Timmergata i Krokeks socken på motsatta sidan av Bråviken som ladugård till Ållonö. Förbindelserna mellan Vikbolandet och Kolmården har alltid varit livliga. Sedan han i slutet av 1650-talet och början av 1660-talet genom byten hade förvärvat de båda andra herresätena i Östra Stenby; Näs Säteri och Rotenberg, stod han som ägare till nästan hela socknen. Genom sitt innehav av gårdar också på andra håll i Östergötland samt i Västergötland och Uppland tillhörde han Sveriges förmögnare jordägare. Det nuvarande slottet uppfördes vid 1670-talets början och stod färdig senast 1675. Troligen var det den ledande arkitekten Nicodemus Tessin d.ä. som utförde de första ritningarna som reviderades av den något yngre arkitekten Mathias Spihler, till vilken trädgårdsanläggningen har attribuerats. Till fasadbeklädnaden torde de 30000 holländska ljusgula murtegel ha använts som kom till byggplatsen 1671. Vid samma tid ankom även en skeppslast holländskt glaserat taktegel som  benämndes "hollenes moppen".  

### Ekonomisk tillbakagång och senare ägare

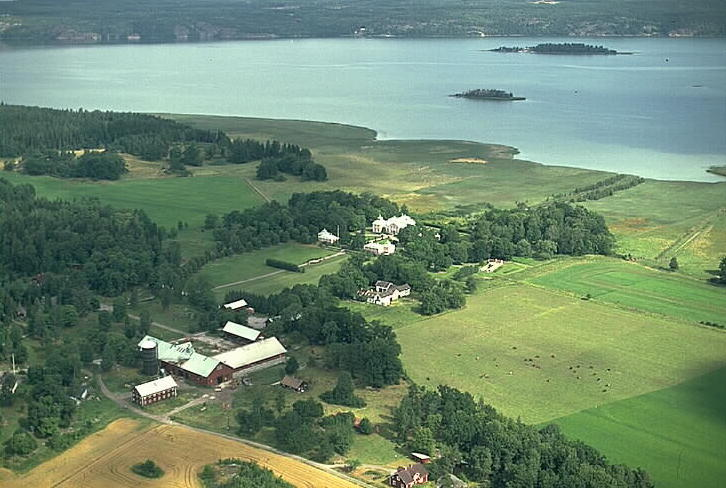
Flygbild

I egenskap av arvegods drabbades Ållonö aldrig av reduktionen. Genom andra mellanhavanden med kronan krympte emellertid det stora godskomplexet vid Ållonö snart samman, och Gustaf Kurcks dotter Kristine och hennes make Gustaf Oxenstierna råkade i stora ekonomiska svårigheter, i synnerhet sedan gården blivit utsatt för den ryska flottans härjningar 1719. Egendomen var dock fortfarande av ansenlig storlek, samt övergick genom gifte till greve Claes Ekeblad, som 1738 sålde det. 1755-1864 tillhörde det släkten von Yhlen. 
Ållonö köptes av Gustaf Adolf Du Rietz 1864. Slottet övergavs i slutet av 1800-talet och stod obebott under en period. Hemlösa katter sökte då skydd inne i slottssalarna och bildade en egen koloni där. 1905 köptes det av kommendörkapten Carl Gustaf Flach (1860-1911) och hans hustru Pauline Bancroft (1869-1966), barnbarn till George Bancroft. Paret påbörjade en upprustning av slottet. Pauline Bancroft Flach kom att regera ensam på slottet fram till sin död 1966. Året därpå såldes Ållonö med säteriet till makarna Alvar och Eva Wikström, som ägde kosmetikkedjan Helen Curtis svenska agentur.
År 1980 köptes slottet, avskilt från säteriet, av oljemäklaren Maijk Lauter och hans svenska hustru Karin. 
Slottet och trädgårdarna var återigen i behov av restaurering och makarna lade ner 15-20 miljoner kronor på detta. Under några år i början av 1990-talet användes slottet sedan som hotell och festlokal för exklusiva gäster med god ekonomi.
När Rikard och Charlotte Rosenmüller år 2003 köpte Ållonö slott betingade det ett pris på 17,5 miljoner kronor. Rikard Rosenmüller, ägare av det internationella företaget China Vision, ville ha slottet som bas för sin affärsverksamhet, men ganska snart insåg makarna Rosenmüller att trädgårdarna krävde mer arbete än de mäktade med.

### Ållonö idag
Sedan början av 1980-talet är fastigheten avstyckad och merparten av marken tillhör numera Ållonö säteri. Ägare av säteriet är sedan 1984 lantmästare Roy Erichsen. 
År 2008 köptes slottet av Anders Sydborg (tidigare Svärdvik), grundare och huvudägare av Kista Metall i Vimmerby. 2013 lades Ållonö slott ut till försäljning, och likaså 2015 med utropspriset 40 miljoner kronor. Sedan en konkurs drabbat Anders Sydborg lades slottet ut till försäljning av kronofogden. 2016 såldes slottet för 33,5 miljoner kronor till affärsmannen Ulf Henriksson.

## Huspredikanter
| Ämbetstid | Namn                | Levnadstid | Övrigt                                        |
| --------- | ------------------- | ---------- | --------------------------------------------- |
| 1593      | Nicolaus            |            |                                               |
| 1665–1668 | Bothvidus Wangelius | 1631–1679  | Senare kyrkoherde i Häradshammars församling. |
| 1683–1691 | Andreas Kylander    | 1655–1725  | Senare kyrkoherde i Vists församling.         |
| 1831      | John Lindelius      | 1804–1883  | Senare kyrkoherde i Askeby församling.        |